# Plymouth Pavilions

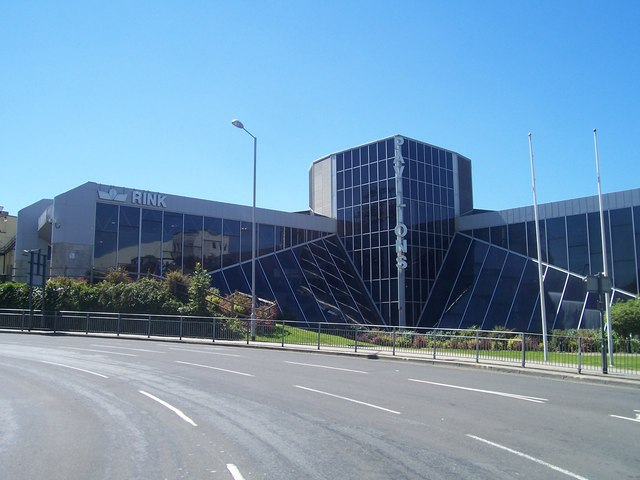
Plymouth Pavilions

Le Plymouth Pavillons est un complexe sportif et de divertissement à Plymouth, dans le Devon, en Angleterre.
Il comporte une patinoire, un café et une arène intérieure. Une piscine y était également implantée. L’arène est utilisée pour la location d’entreprise et comme lieu de divertissement : lieu de concert et de spectacles, salle des Plymouth Raiders lorsqu'ils jouent en local .
Le Plymouth Pavilions a ouvert en 1991. Il est construit sur le site de l’ancienne gare, la Millbay railway station (en), et se trouve juste en face du Duke of Cornwall Hotel (en) (hôtel construit en 1865 dans le style néogothique de l'époque, et qui a survécu, lui, aux bombardements de la Seconde Guerre mondiale). Les piliers de granit qui peuvent être vus à l’extérieur de l’entrée principale étaient autrefois les poteaux de porte de la gare,.

## Évènements sportifs
- British Basketball League
- WWE
- Tournée mondiale seniors (snooker)